# Nizozemska Indija
Nizozemsko Indijo so sestavljale naselbine in trgovske postaje Nizozemske vzhodnoindijske družbe na indijski podcelini. Uporablja se le kot geografska definicija, saj nikoli ni obstajala politična oblast, ki bi vladala celotni nizozemski Indiji. Namesto tega je bila Nizozemska Indija razdeljena na guvernerate Nizozemski Cejlon in Nizozemska Koromandija, Nizozemski Malabar ter direktorata Nizozemska Bengalija in Nizozemski Surat.
Nizozemske Indije so bile na drugi strani Nizozemska Vzhodna Indija (današnja Indonezija ) in Nizozemska Zahodna Indija (današnji Surinam in nekdanji Nizozemski Antili).

## Zgodovina
Nizozemska prisotnost na Indijski podcelini je trajala od 1605 do 1825. Trgovci Nizozemske vzhodnoindijske družbe so se najprej ustalili v Nizozemski Koromandiji, zlasti v Pulicatu, saj so iskali tekstil za zamenjavo z začimbami, s katerimi so trgovali v Vzhodni Indiji. Nizozemski Surat in Nizozemska Bengalija sta bila ustanovljena leta 1616 oziroma 1627.  Potem ko so Nizozemci leta 1656 osvojili Cejlon od Portugalcev, so pet let pozneje zavzeli tudi portugalske utrdbe na malabarski obali, saj sta obe lokaciji velika proizvajalca začimb, da bi ustvarili nizozemski monopol nad trgovino z začimbami. 
Poleg tekstila je blago, s katerim se je trgovalo v Nizozemski Indiji, vključevalo drage kamne, indigo in svilo po celem Indijskem polotoku, soliter in opij v Nizozemski Bengaliji ter poper v Nizozemskem Malabarju. Indijske sužnje so izvažali na Moluke in Kapsko kolonijo.
V drugi polovici osemnajstega stoletja so Nizozemci vedno bolj izgubljali svoj vpliv. Kew pisma so Britancem prepustila vse nizozemske kolonije, da bi preprečili, da bi jih prevzeli Francozi. Čeprav sta bili Nizozemska Koromandija in Nizozemska Bengalija ponovno vrnjeni pod nizozemsko oblast na podlagi Anglo-nizozemske pogodbe iz leta 1814, sta se vrnili pod britansko oblast zaradi določb Anglo-nizozemske pogodbe iz leta 1824. Po določilih pogodbe naj bi se vsi prenosi lastnine in ustanov zgodili 1. marca 1825. Do sredine leta 1825 so torej Nizozemci izgubili svoje zadnje trgovske postaje v Indiji.

## Kovanci
V dneh, ko so bili Nizozemci komercialno aktivni v Indiji, so upravljali več kovnic, v Kočinu, Masulipatnamu, Nagapatamu (ali Negapatamu), Pondicherryju (za pet let 1693-98, ko so Nizozemci prevzeli nadzor od Francozov) in Pulikatu. Vsi kovanci so bili narejeni po vzoru lokalnih kovancev.

## Galerija
- Nizozemske trgovske ladje v Negapatnamu, Nizozemska Koromandija, okoli leta 1680.
- Tovarna v Hugli-Čučuri, Nizozemska Bengalija. Hendrik van Schuylenburgh, 1665.
- Rijckloff van Goens je leta 1663 zavzel Kočin iz rok Portugalcev. Atlas van der Hagen, 1682.
- Ostanki starega uničenega Nizozemskega Kutija v Baranagarju v Indiji
- Ostanki stare nizozemske tovarne v Vengurli, Maharaštra